# East St. Louis
East St. Louis je město v okrese St. Clair County, ve státě Illinois, USA. Leží na druhém břehu řeky Mississippi naproti městu St. Louis ve státě Missouri, v oblasti Metro-East regionu Jižní Illinois. Podle sčítání lidu v roce 2010 mělo město 27 006 obyvatel; což není ani jedna třetina proti maximu z roku 1950, kdy dosahovalo 82 366 obyvatel a bylo 4. největším městem Illinois. Jako mnoho jiných velkých průmyslových měst jej citelně zasáhla ztráta pracovních příležitostí po restrukturalizaci železničního průmyslu a deindustrializaci tzv. Rezavého pásu v druhé polovině 20. století. East St. Louis má nejvyšší míru kriminality v USA, podle statistik FBI zde bylo v roce 2007 101,9 vražd na 100 000 obyvatel, přičemž průměrná hodnota v USA činí 5,6. 97,74% obyvatel tvoří černoši; všichni běloši město opustili v rámci bílého útěku.
Jednou z pamětihodností města je Gateway Geyser na nábřeží, nejvyšší fontána ve Spojených státech. Zamýšlena jako doplněk ke Gateway Arch, oblouku přes řeku v St. Louis, dokáže vystříknout vodu do výšky 190 m, do stejné výšky, v jaké se klene zmíněný oblouk.